# Empis rohaceki
Empis rohaceki är en tvåvingeart som beskrevs av Chvala 1994. Empis rohaceki ingår i släktet Empis och familjen dansflugor.
Artens utbredningsområde är Slovakien. Inga underarter finns listade i Catalogue of Life.